# 신경교종
신경교종(神經膠腫, 영어: glioma)은 뇌 또는 척수에 있는 신경교세포에서 발생하는 종양이다. 교종(膠腫)이라고도 한다.

## 증상
신경교종의 증상은 중추 신경계의 어느 부분이 영향을 받는지에 따라 다르다. 뇌교종은 두개내압 증가로 인해 두통, 구토, 발작, 뇌신경 장애를 유발할 수 있다. 시신경의 신경아교종은 시력 상실을 유발할 수 있다. 척수 신경아교종은 사지에 통증, 쇠약 또는 무감각을 유발할 수 있다. 신경아교종은 일반적으로 혈류에 의해 전이되지 않지만 뇌척수액을 통해 확산되어 척수에 "전이"를 일으킬 수 있다. 복합 시각적 환각은 저등급 신경아교종의 증상으로 설명되었다.

## 발병 원인

### 선천성 질환
신경교종의 정확한 원인은 알려져 있지 않다. 신경섬유종증(제1형 및 제2형) 및 결절성 경화증 복합체와 같은 유전성 질환은 발병에 소인이 되는 것으로 알려져 있다. 서로 다른 종양유전자가 신경교종의 발달에 협력할 수 있다.

### 식이요법
식이 요법과 비타민 보충에 대한 일부 연구는 식이 N-니트로소 화합물이 소아 및 성인 뇌종양의 위험에 영향을 미칠 수 있음을 지적하는 것으로 보인다. 연구자들은 일부 연구에서 뇌종양 환자나 이들의 어머니가 일반적으로 대조군보다 더 많은 염지식품(절인 식품)을 섭취하는 것을 관찰했다. 최근의 연구(Drs. Lee, Wrensch 등)에 따르면 신경아교종이 있는 성인이(여자보다는 남자가) 염지식품이 많고 비타민 C가 풍부한 과일과 채소가 적은 식단을 섭취하고 아질산염이 많고 비타민 C가 적은 식단을 섭취할 가능성이 더 높다는 사실을 발견했다. 그러나 염지식품 섭취 증가에 따른 위험 증가 패턴과 과일, 채소 및 항산화 비타민 섭취 증가에 따른 위험 감소 패턴은 야채 및 과일 섭취 증가가 암 위험 감소와 관련이 있음을 보여주는 다른 암 연구와 잘 들어맞는다.

### 방사선
가장 잘 알려진 위험인자는 전리방사선에 대한 노출이며 CT 스캔 방사선이 중요한 원인이다. 저선량 이온화 방사선과 신경아교종 위험 사이의 관계에 대한 선량-반응은 방사선 100밀리그레이당 55%의 위험 증가이다. 신경아교종과 휴대폰의 전자기 방사선 사이의 연관성은 결정적으로 입증되지 않았다. NIH의 국립 암 연구소(National Cancer Institute)의 주제 및 수많은 인용과 FCC에서 요약한 바와 같이 여러 대규모 연구에서 결정적인 증거를 찾지 못했지만 가능한 것으로 간주되었다. 그러나 더 강력한 증거를 얻고 관계가 없음을 확인하기 위해 추가 연구가 계속 진행 중이다.

### 거대세포 바이러스 감염
일부 연구에 따르면 교모세포종은 거대세포 바이러스에 감염되어 있으며 이것이 종양 발달을 가속화할 수 있다는 제안이 있다. 그러나 이것은 논란의 여지가 있는 의견으로, 최근의 심층 연구에서는 바이러스 감염과 신경아교종 성장 사이의 연관성을 찾지 못했다. 이전 연구가 위양성 항체 염색 부분의 영향을 받았을 수 있다는 증거도 있다.

### 기타 원인
일부 연구에서는 농부들이 일반 인구에 비해 신경교종 발생률이 더 높은 것으로 나타났지만 농장 동물이나 분뇨에 대한 노출은 신경교종과 관련이 없다. 이후 연구에서는 농업과 신경교종 사이의 연관성을 발견하지 못했다. 유사한 상충되는 데이터는 교사와 신경교종에 관한 것이다. 보다 일관된 데이터는 건축가, 측량사, 소매업 종사자, 정육점 및 엔지니어가 신경교종 발생률이 더 높다는 것을 보여준다. 대부분의 연구에서 살충제 노출이 아마도 신경아교종의 원인이 아니라는 사실이 밝혀졌지만, 소수의 연구에서는 연관성이 발견되었다.

## 분류

### WHO분류법
2007년 이후 2016년 새로운 분류법이 만들어졌다.

### 병기에 따른 분류
4기는 교모세포종으로 부른다.

## 치료
방사선치료법,항암치료가 있으며
두개를 병행 하기도함